# فيلي كلارك (سياسي)
فيلي كلارك (بالإنجليزية: Willie Clarke)‏ هو سياسي بريطاني، ولد في 13 أكتوبر 1966 في المملكة المتحدة. حزبياً، نشط في شين فين. في انتخابات الجمعية التشريعية لأيرلندا الشمالية، 2003 ‏، انتخب عضو الجمعية التشريعية الثانية لأيرلندا الشمالية عن دائرة South Down (Assembly constituency) ‏ وقد انضم خلال فترته النيابية ‏ (26 نوفمبر 2003 – 30 يناير 2007) للكتلة البرلمانية شين فين وفي انتخابات الجمعية التشريعية لأيرلندا الشمالية،  2007 ‏، انتخب عضو الجمعية التشريعية الثالثة لأيرلندا الشمالية عن دائرة South Down (Assembly constituency) ‏ وقد انضم خلال فترته النيابية ‏ (9 مارس 2007 – 24 مارس 2011) للكتلة البرلمانية شين فين وفي انتخابات الجمعية التشريعية لأيرلندا الشمالية، 2011 ‏، انتخب عضو الجمعية التشريعية الرابعة لأيرلندا الشمالية ‏ عن دائرة South Down (Assembly constituency) ‏ وقد انضم خلال فترته النيابية ‏ (6 مايو 2011 – 12 أبريل 2012) للكتلة البرلمانية شين فين.